# 퀄컴 MSM 인터페이스
퀄컴 MSM 인터페이스(Qualcomm MSM Interface)는 퀄컴 기저대역 처리 장치와 상호 작용하기 위한 사유 인터페이스이며 레거시 하예스 명령어 집합의 셀룰러 확장을 대체한다. 모바일 칩셋의 경우 애플리케이션 프로세서와 기저대역 프로세서 간의 통신은 공유 메모리를 통해 이루어진다. 데이터 카드가 있는 PC에서는 USB를 통해 QMI가 노출된다.

## 리눅스
리눅스 커널에서는 GobiNet과 qmi_wwan이라는 두 가지 상호 배타적인 드라이버를 통해 QMI를 사용할 수 있다. 이 두 드라이버는 프로토콜 처리에 완전히 다른 접근 방식을 사용한다. GobiNet은 커널 내에서 대부분의 핵심 프로토콜 로직을 구현하는 복잡한 사유 드라이버인 반면, qmi_wwan은 업스트림 커널의 일부이며 이러한 모든 작업을 사용자 공간 프로세스에 맡겨 커널 드라이버를 가능한 한 작게 유지한다. OpenWrt의 uqmi, oFono, libqmi 등 여러 사용자 공간 구현이 있다.

## 같이 보기
- 라디오 인터페이스 레이어
- QMI - postmarketOS Wiki